# Сапожников, Алексей Павлович
Алексей Павлович Сапожников (1915—1969) — капитан Рабоче-крестьянской Красной Армии, участник Великой Отечественной войны, Герой Советского Союза (1945).

## Биография
Алексей Сапожников родился 30 марта 1915 года в деревне Норовка (ныне — Шекснинский район Вологодской области). После окончания четырёх классов школы работал в пожарной охране. В 1937 году Сапожников был призван на службу в Рабоче-крестьянскую Красную Армию. С июля 1941 года — на фронтах Великой Отечественной войны.
К июлю 1944 года гвардии старший лейтенант Алексей Сапожников командовал ротой 95-го гвардейского стрелкового полка 31-й гвардейской стрелковой дивизии 11-й гвардейской армии 3-го Белорусского фронта. Участвовал в сражениях на территории Литовской ССР. 13 июля 1944 года рота Сапожникова в числе первых переправилась через Неман в районе Алитуса и захватила плацдарм на его западном берегу, после чего удерживала его до переправы основных сил.
Указом Президиума Верховного Совета СССР от 24 марта 1945 года гвардии старший лейтенант Алексей Сапожников был удостоен высокого звания Героя Советского Союза с вручением ордена Ленина и медали «Золотая Звезда».
После окончания войны в звании гвардии капитана Сапожников был уволен в запас. Проживал и работал в городе Пикалёво. Скончался 20 июня 1969 года.
Был также награждён орденом Красной Звезды и рядом медалей. В городе Пикалёво на доме № 15, где жил Герой, по улице Строительная установлена мемориальная доска.